# Waleed Aly
Waleed Aly (Melbourne, Australia, 15 de agosto de 1978) es un escritor, académico, abogado, presentador y músico australiano. Aly es un presentador del programa televisor de noticias y asuntos actuales The Project, un periodista para Fairfax Media y un conferencista de política en la Universidad de Monash trabajando en su Centro Global de Investigación de Terrorismo. En 2016, ganó el Premio Oro Logie de mejora personalidad de televisión australiana.

## Vida y educación
Aly nació en Melbourne, Australia, a padres egipcios. Él es musulmano suní. Estudió en el Colegio Wesley y completó el Bachillerato Internacional en 1996. Graduó de la Universidad de Melbourne con una licenciatura en ingeniería química y una en derecho (con honores) en 2002.

## Carrera
Después de que graduó, Aly trabajó como un asociado al juez de la Corta Familial de Australia, Joseph Kay, y como un abogado en Melbourne para Maddocks Lawyers hasta 2007. En 2006, fue un abogado pro bono para el Centro de Derecho de Derechos Humanos a partir de su cesión de Maddocks Lawyers. En 2007, Aly publicó el libro People Like Us: How arrogance is dividing Islam and the West (Gente Como Nosotros: Como la arrogancia divida el Islam y Occidente). En 2008, fue escogido para participar en la Conferencia de Australia 2020.
Aly es un funcionario del Centro Global de Investigación de Terrorismo en la Universidad de Monash y dice que la mayor parte de los conflictos del Medio Oriente tiene raíces en la división arbitraria de territorios por poderes occidentales que fue caracterizada por la demanda para petróleo del región y últimamente por factores como la invasión de Irak. Después del atentado de la maratón de Boston, en descripción de terrorismo como una "molestia perpetua", dijo que es alentador que 'al fin estamos madurando' en la manera de que respondemos al terrorismo.
Aly ha sido defendido por un editor del Australian Broadcasting Corporation (ABC), Scott Stephens, después de alegaciones que el papel de Aly es 'hacer más aceptable' la imagen pública del Islam. Stephens dijo que "Aly es idolizado por académicos musulmanes jóvenes".

## Medios de comunicación
Durante su etapa como director de asunto públicos para el Consejo Islámico de Victoria, y un miembro de su comité ejecutivo, Aly apareció regularmente como entrevistado en programas de noticias y asuntos actuales. Su comentario socio y político se ha publicado en muchos periódicos nacionales, incluyendo The Guardian, The Australian, The Australian Financial Review, The Sydney Morning Herald y The Age. Actualmente, él es un columnista para Fairfax Media. Haciendo comentario durante debate público sobre los atentados del 7 de julio de 2005 en Londres, les recordó a sus lectores de un pasaje del Corán, lo que dice: "¡Que el odio a una gente no os incite a obrar injustamente!"
Aly fue un presentador del programa Big Ideas en los canales de ABC TV, ABC1 y ABC News 24. Había sido un presentador invitado habitual en The Conversation Hour con Jon Faine en la estación de radio 774 ABC Melbourne, en el programa de televisión The Project en Channel 10. También Aly había sido un productor y miembro de panel habitual de Salam Cafe, un programa semanal presentado por miembros jóvenes de la comunidad musulmana de Melbourne que es producido por RMITV para el canal C31 Melbourne, y luego para el Servicio Especial de Radiodifusión (SBS). Ha aparecido como miembro del panel del programa de ABC TV Q&A, y ocasionalmente ha sido un presentador del programa de ABC TV News Breakfast. En 2011, fue el presentador temporal del programa de radio Radio National Breakfast de ABC.
En diciembre de 2014, Aly renunció su posición como presentador de Radio National Drive para asumir el cargo de copresentador permanente de The Project, en lo que fue un presentador habitual anteriormente, a partir del 26 de enero de 2015. Volvió a la ABC en abril de 2015 para presentar el programa The Minefield al mismo tiempo de su papel como presentador para The Project para Channel 10.
En noviembre de 2015, Aly le criticó al grupo extremista Estado Islámico en un monólogo de cuatro minutos llamado "What ISIL wants" (Lo que quiere EI), que apareció en The Project en la estala de los atentados de noviembre de 2015 en París. Él lo calificó como 'bastards' (cabrones) y les llamó a todos para no temer el EI porque 'ellos son débiles'. El video, que fue escrito por Aly y producido por Tom Whitty, fue publicado en línea y atrajo una enorme atención en pocas horas.

### Premios
En los Premios Walkley de 2005, Aly fue encomendado en la categoría de Comentario, Análisis, Opinión y Crítica.
En 2015, Aly y productor Tom Whitty fueron finalistas para dos premios de la fundación Walkley para reportaje ejemplar en el tema de terminar la violencia contra mujeres en su editorial viral "Show Me The Money (Domestic Violence Funding)" (Muéstrame la plata: la financiación de violencia doméstica). Los dos fueron nominados por la Asociación para las Naciones Unidas en Australia (división del estado Victoria) para su premio de paz en los medios para la promoción de la causa del cambio climático, lo que ganaron debido a su video de monólogo sobre el objetivo de energía renovable del gobierno australiano. Aly y Whitty concluyeron el año con una nominación Wakley para Periodismo Ejemplar y para una serie de editoriales incluyendo los sobre violencia contra mujeres, el objetivo de energía renovale, y otra sobre la herramienta financiera 'negative gearing'.
En mayo de 2016, Aly ganó el Premio Oro Logie para la mejora personalidad de televisión australiana, lo que fue decidido por el público con una votación electrónica en internet. Aly fue el ganador del premio Voltaire de libertad de expresión de Liberty Victoria. A modo de crítica, Dr Paul Monk en The Australian dijo que para Aly aceptar el premio Voltaire, él necesita "avanzar y defender a la libertad de expresión en el mundo islámico y a la libertad de criticar el islam sí mismo con respecto a la religión y el Profeta, como hizo Voltaire."
En junio de 2016, el primer ministerio de Australia Malcolm Turnbull organizó una cena de Iftar en Kirribilli House para los líderes de la comunidad musulmana australiana. Aly y su esposa estuvieron sentados en la primera mesa al lado del primer ministerio.
En agosto de 2016, Aly y productor Whitty nuevamente fueron finalistas para dos premios de la fundación Walkley para reportaje ejemplar para su esfuerzas periodísticas de terminar la violencia contra mujeres, y para un nuevo editorial viral "Click Something Else" (Haz clic en algo otro). En septiembre, los dos fueron nominados para premios de la Asociación de las Naciones Unidas en Australia, esta vez para un premio de Paz de los Medios para la Cohesión Social, para un video de monólogo llamado "Send Forgiveness Viral". En octubre, Aly y Whitty recibieron dos nominaciones Walkley para excelencia en periodismo, en la categoría de Reportaje de Televisión/Audiovisual (para el video "Milked Dry" que se trató de la crisis del precio de productos lácteos en Australia) y en la de Comentario, Análisis, Opinión y Crítica, para una serie de editorials ("Click Something Else", "Milked Dry" y "ISIL is Weak").

## Música
Aly es el guitarrista y compositor principal del grupo rock de Melbourne, Robot Child. El grupo le contribuyó una canción al álbum de Jesuit Social Services, llamado ''Just Music'', y la interpretó en The Famous Spiegeltent, un grande sede en el Centro de Artes en Melbourne. Fue muy elogiado para su versión de la canción "Comfortably Numb" por Pink Floyd en los Premios Walkley en 2015.

## Vida personal
Aly está casado con Susan Carland, una presentadora del programa Salam Cafe y maestra en la Universidad de Monash. Tienen dos hijos.